# Gòfer groguenc
El gòfer groguenc (Geomys lutescens) és una espècie de rosegador de la família del geòmids, que viu a les Grans Planes dels Estats Units.

## Descripció
Es tracta d'un espècie de mida mitjana, més petita que el gòfer petit, amb un pelatge de color groc canyella.

## Reproducció
Les femelles híbrides de G. bursarius i G. lutescens es poden reproduir satisfactòriament.

## Taxonomia
La classificació de les subespècies del gòfer petit ha estat molt qüestionada. G. lutescens va ser considerada una espècie separada per Merriam en la seva revisió dels geòmids de 1895. No obstant això, posterior estudis basats en la integració, la clina, i les zones de contacte, van suggerir que G. lutescens s'havia de relegar a G. b. Lutescens. No obstant això, Russell va utilitzar proves paleontològiques per suggerir que ambdues eren espècies separades, i Heaney i Timm van concloure el mateix a causa de la mala interpretació o d'un error en les proves d'integració. Altres anàlisis genètiques utilitzant ADN mitocondrial, ARN ribosòmic 12S i dades del gen mitocondrial del citocrom b han donat suport a aquesta determinació, fent que el gòfer groguenc torni a ser considerat una espècie.

## Estat de conservació
Com que es tracta d'una espècie recentment reconeguda com a tal, encara no ha estat registrada per la Unió Internacional per a la Conservació de la Natura (UICN).